# Oecetis terraesanctae
Oecetis terraesanctae är en nattsländeart som först beskrevs av Lazar Botosaneanu och Gasith 1971.  Oecetis terraesanctae ingår i släktet Oecetis och familjen långhornssländor. Inga underarter finns listade i Catalogue of Life.